# Enrico Pagani
Pour les articles homonymes, voir Pagani (homonymie).
Enrico Pagani, né le 7 septembre 1929, à Shanghai, en Chine et décédé le 2 octobre 1998, à Milan, en Italie, est un ancien joueur italien de basket-ball.

## Palmarès
- Champion d'Italie 1950, 1951, 1952, 1953, 1954, 1957, 1958, 1959, 1960
- 3e des Jeux méditerranéens 1951